# Опсада Сидона
Опсада Сидона из 1110. године један је од догађаја у Светој земљи који је уследио након крсташког заузећа Јерусалима у Првом крсташком рату 1099. године. Део је Норвешког крсташког рата. 

## Опсада
На лето 1110. године норвешка флота од 60 бродова, са 5000 људи, пристигла је у Левант, на челу са краљем Сигурдом. Допловивши у Акру (или у Јафу), Сигурд је срдачно дочекан од стране јерусалимског краља Балдуина I. Заједно су одјахали на реку Јордан, након чега је Балдуин затражио помоћ од норвешког краља у заузимању луке на обали коју су држали муслимани. Норвешки и јерусалимски крсташи отпочели су опсаду Сидона. Тврђава је поново подигнута од стране Фатимида 1098. године. Имали су помоћ млетачке војске, предвођене дуждом Орделафом Фалиером. Балдуинова армија опсела је град са копна, док су га Норвежани опсели са мора. Опсада са мора била је неопходна како би се спречио довоз савезника браниоцима из фатимидске луке у Тиру. Град је пао након 47 дана опсаде. Постао је престоница новоформираног Господства Сидон. 